# Johannes in disco

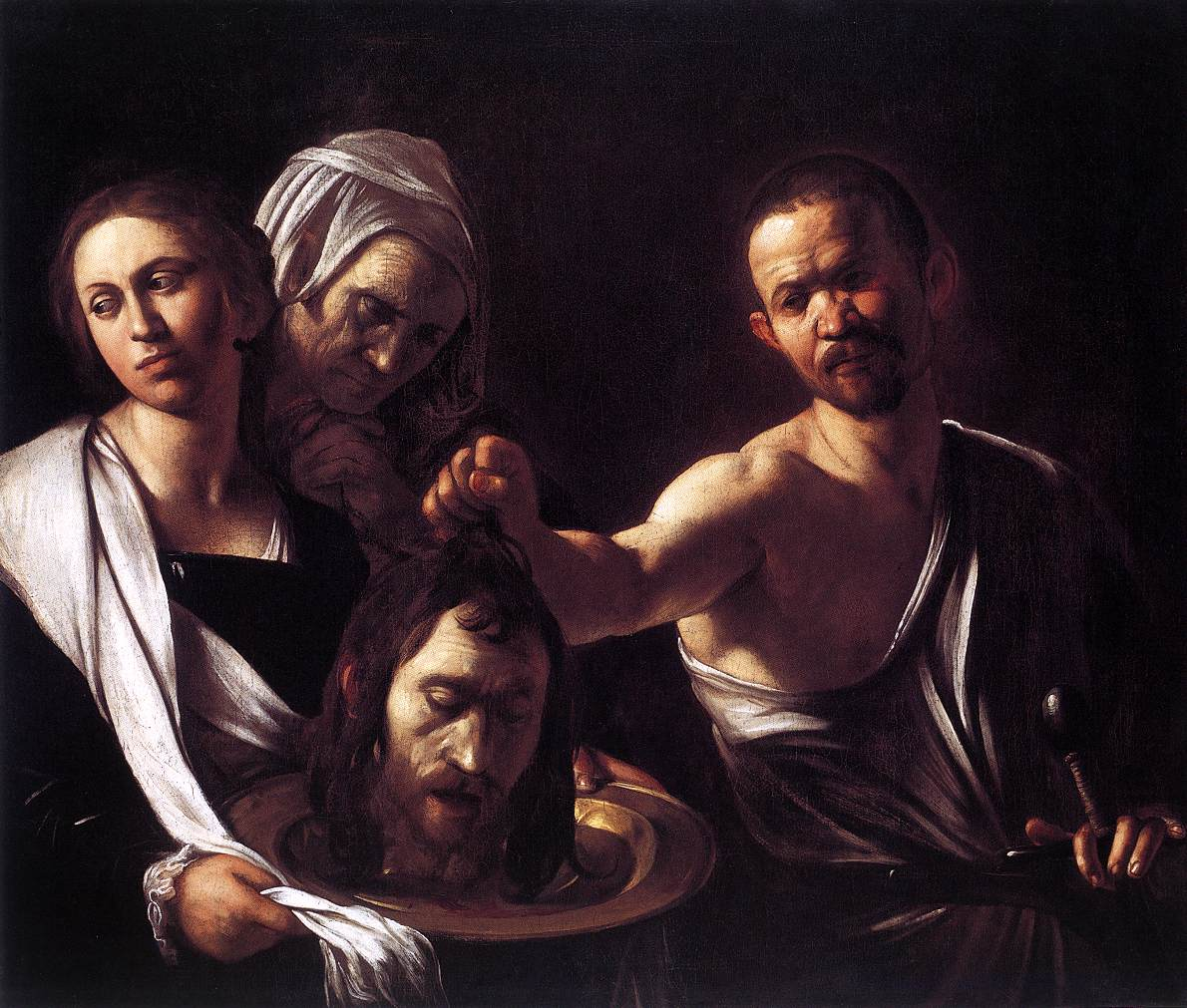
Salomé met het hoofd van Johannes de Doper, schilderij van Caravaggio, 1610.

Johannes in disco (letterlijk: Johannes in de schaal) is in de kunsthistorie de voorstelling van het afgehouwen hoofd van Johannes de Doper dat op een schaal geplaatst is en als zodanig het geschenk was dat Salomé eiste als beloning wanneer ze danste voor Herodes Antipas. 
Sint-Jans onthoofding wordt in de rooms-katholieke kerk gevierd op 29 augustus en het motief van het hoofd van Johannes in een schaal wordt in de kunst meermalen uitgebeeld.